# Biagio Antonacci (album)
Biagio Antonacci prodotto da Mauro Malavasi che cura gli arrangiamenti. è il quarto album di Biagio Antonacci, uscito nel 1994 su etichetta Mercury. Con questo nuovo lavoro Biagio è chiamato a confermare il successo di Liberatemi e può contare ancora una volta sull'aiuto di Mauro Malavasi, che produce il disco insieme a Stefano De Maio. Per evitare di sbagliare, dal punto di vista concettuale si decide di seguire il solco tracciato due anni prima dall'album precedente, con il risultato che molte demo finiscono direttamente sul disco. Con il disco che s'intitola con il suo nome, Biagio Antonacci vende 2 milioni di copie e centra l'obiettivo prefissato. Le conferme che cercava sono arrivate.
L'album deve gran parte della sua popolarità al successo dei singoli  Non è mai stato subito (che fa da apripista al disco) e Se io, se lei, senza dubbio tra i pezzi più celebri della discografia di Antonacci. Ma oltre a queste due canzoni vanno sicuramente ricordate tracce come Lo conosco poco, Fino all'amore, Sei, Si incomincia dalla sera e Desiderio. Nell'estate 1995 viene lanciato come terzo singolo Lavorerò, nella cui versione "album edit" compare anche la compagna di Biagio Marianna Morandi in una strofa rap.
Il videoclip di Non è mai stato subito sarà protagonista di un contenzioso in tribunale, in quanto verrà sporta denuncia al regista del video Ray Of Light di Madonna per plagio. Le accuse verranno però respinte dal tribunale.

## Tracce
1. Non è mai stato subito – 4:40
2. Se io, se lei – 4:56
3. È finita la guerra – 4:34
4. Lo conosco poco – 4:14
5. C'è ancora qualcuno – 4:47
6. Fino all'amore – 4:23
7. Non serve – 3:56
8. Sei – 5:05
9. Vigile – 3:41
10. Si incomincia dalla sera – 3:31
11. Lavorerò – 4:47
12. Un giorno un sogno – 4:57
13. Desiderio – 4:07

Durata totale: 57:38

## Formazione
- Biagio Antonacci - voce, cori
- Fabio Coppini - pianoforte, tastiera, cori
- Eros Ramazzotti - chitarra
- Mauro Malavasi - tastiera, cori, percussioni, arrangiamento
- Claudio Golinelli - basso
- Massimo Varini - chitarra acustica, chitarra elettrica
- Eugenio Mori - batteria
- Marco Mangelli - basso
- Roberto Oreti - chitarra acustica
- Gabriele Comeglio - sax
- Steve De Maio, Silvia Donati, Carlotta, Marianna Morandi, Paola Folli, Lola Feghaly, Lalla Francia, Anna Mori, Verdi Note dell'Antoniano - cori

Produzione
- Mauro Malavasi – produzione, mixaggio, mastering

## Classifiche

### Classifiche settimanali
| Classifica (1994) | Posizione massima |
| ----------------- | ----------------- |
| Europa            | 84                |
| Italia            | 7                 |